# 马马达利·迈赫迪耶夫
马马达利·迈赫迪耶夫（1993年4月9日—）生于巴库，是一名阿塞拜疆男子柔道运动员。他原本主攻81公斤级，2014年增重，开始主攻90公斤级。他在改项后的首个国际综合赛事奖牌是2017年伊斯兰团结运动会的金牌。